# Chronology, Volume 2 (2001-2006)
Chronology, Volume 2 (2001-2006) é o segundo álbum dos melhores êxitos da banda Third Day, lançado a 7 de Agosto de 2007.
O disco atingiu o nº 73 da Billboard 200 e o nº 3 do Top Christian Albums.
| Críticas profissionais                                                      | Críticas profissionais |
| Avaliações da crítica                                                       | Avaliações da crítica  |
| Fonte                                                                       | Avaliação              |
| --------------------------------------------------------------------------- | ---------------------- |
| Allmusic                                                                    | [ 2 ]                  |
| Esta tabela precisa de ser acompanhada por texto em prosa. Consulte o guia. |                        |

## Faixas
1. "Come on Back to Me"
2. "Show Me Your Glory"
3. "You Are So Good To Me" (Ao vivo em Atlanta)
4. "Rockstar"
5. "Mountain of God"
6. "Sing a Song"
7. "Come Together"
8. "God of Wonders" (Ao vivo em Philadelphia)
9. "Cry out to Jesus" (Ao vivo em Mobile)
10. "Creed" (Ao vivo em Portland)
11. "Tunnel"
12. "I Believe"
13. "Nothing Compares"
14. "Blessed Assurance" (Ao vivo em Atlanta)
15. "Movin' on up"
16. "I See Love" (feat. Steven Curtis Chapman e Bart Millard)
17. "I Can Feel It" (Ao vivo em Atlanta)
18. "Carry Me Home"